# Gregor Koch
Gregor Koch (* 21. März 1747 in Altwis als Kaspar Benedikt Koch; † 4. Oktober 1816 in Muri) war ein Schweizer Benediktinermönch. Von 1810 bis zu seinem Tod war er Abt des Klosters Muri im Kanton Aargau.

## Biografie
Der Sohn des Landwirts Josef Koch und der Maria Anna Müller erhielt seine Ausbildung an der Klosterschule von Muri und an der Universität Dillingen. Seine Profess legte er am 26. April 1767 ab, die Priesterweihe empfing er am 22. September 1770 in Konstanz. Bucher wirkte zunächst als Präzeptor an der Klosterschule, ab 1773 als Professor der Philosophie und als Notar. 1778 folgte die Ernennung zum Novizenmeister und Leiter der Klosterschule, 1787 jene zum Dekan.
Nach dem Franzoseneinfall von 1798 geriet Koch in Konflikt mit den Behörden der Helvetischen Republik, als diese in die Verwaltung des Klosters eingriffen. Im Januar 1799 ging er ins Exil nach Glatt am Neckar und von dort aus im Sommer 1800 in die Herrschaft Klingenberg im Thurgau, wo er die klösterlichen Güter leitete. Im Herbst 1802 kehrte er nach Muri zurück.
Am 27. Februar 1810 wurde Koch zum Abt von Muri gewählt. Gegenüber dem neuen Staatswesen des Kantons Aargau trat er als energischer Verteidiger der Rechte der Abtei auf. Auch in den übrigen Kantonen, in denen die Abtei Güter besass, versuchten die staatlichen Stellen immer mehr Einfluss zu nehmen. In zahlreichen Memoranden und Eingaben rechtfertigte Koch die Existenzberechtigung der Klöster. Mit Genehmigung des Wiener Kongresses wurde 1815 ein Verfassungsartikel, der den Fortbestand der Klöster garantierte, in den Bundesvertrag aufgenommen. Ein Jahr später starb Koch aufgrund eines Schlaganfalls.